# Dublin (Australia)
Dublin – miasto w Australii, w stanie Australia Południowa.